# Philipp Keller
Philipp Keller (* 19. Dezember 1891 in Aachen; † 20. Mai 1973 ebenda) war ein deutscher Facharzt für Dermatologie und Schriftsteller.

## Leben
Keller besuchte in Aachen das Kaiser-Wilhelm-Gymnasium, das heutige Einhard-Gymnasium und absolvierte dort 1910 sein Abitur. Zu seinen Mitschülern und Freunden gehörten Walter Hasenclever, Karl Otten, Ludwig Strauß und Julius Talbot Keller.
Anschließend begann er ein Medizinstudium in München, wechselte aber nach drei Semestern an die Kaiser-Wilhelm-Akademie nach Berlin. Später ging er an das Universitätsklinik Freiburg. Zugleich schrieb er sich in Freiburg im Breisgau für das Studienfach Philosophie ein und befreundete sich während seines Studiums mit Walter Benjamin und Christoph Friedrich Heinle, die dort ebenfalls studierten. Dadurch angeregt widmete sich Keller in den Folgejahren neben seiner weiteren medizinischen Laufbahn der Schriftstellerei.
Während des Ersten Weltkrieges war Keller als Feldhilfsarzt verpflichtet worden. Am 14. Februar 1917 wurde er bei Hans Oehler mit der Arbeit Die chirurgische Behandlung des ulcus ventriculi und seine Folgezustände  promoviert. Bereits am 25. Januar 1917 hatte Keller seine Approbation als Arzt erhalten.
1919 erhielt Keller eine Anstellung als Assistent an der Hautklinik im Maria-Hilf-Krankenhaus in Aachen unter Leitung von Friedrich Paulus. In den Jahren 1920 bis 1933 war er Assistent und Oberarzt an der Universitätsklinik Freiburg unter der Leitung von Georg Alexander Rost. In dieser Zeit habilitierte 1924 sich Keller mit Über die Wirkung des ultravioletten Lichte auf die Haut unter besonderer Berücksichtigung der Dosierung und wurde 1928 zum a. o. Prof. ernannt. 1933 wurde er an der Universitätsklinik in Freiburg als Oberarzt entlassen, weil er sich der Sozialdemokratischen Partei Deutschlands (SPD) anschloss.
Daraufhin kehrte Keller 1934 in seine Heimatstadt zurück und ließ sich bis 1946 als Dermatologe nieder. Zum 1. Mai 1937 trat er der NSDAP bei (Mitgliedsnummer 3.961.408) und wurde zudem Mitglied im NS-Ärztebund, in der NSV und in der SA.
Nach dem Zweiten Weltkrieg und entsprechendem Entnazifizierungsverfahren wurde Keller 1947 zum Chefarzt und Ärztlichen Direktor der Hautklinik an den Städtischen Krankenanstalten Aachen, dem späteren Universitätsklinikum, berufen. Zusammen mit seinen Kollegen Georg Alexander Rost und Alfred Marchionini forschte er vor allem auf dem Gebiet der Tuberkulose-Therapie. Nach seiner Pensionierung im Jahr 1961 praktizierte er noch zehn Jahre in seiner eigenen Praxis. Zwischenzeitlich übernahm Keller von 1958 bis 1965 die Leitung der von ihm und anderen Kollegen 1955 neu gegründeten „Deutschen Gesellschaft zur Bekämpfung der Geschlechtskrankheiten“.

## Werke
Wissenschaftliche Schriften
- Die Behandlung des ulcus ventriculi und seine Folgezustände. Univ., Diss., Freiburg i. B. 1917
- Über die Wirkung des ultravioletten Lichts auf die Haut unter besonderer Berücksichtigung der Dosierung. Univ., Habilitationsschr., Freiburg i. B. 1923

Belletristik
- Aachener Almanach. Fölschle, Aachen 1910
- Ärmliche Verhältnisse. 1994, Bonn, Weidle Verlag; ISBN 978-3-931135-08-9
- Gemischte Gefühle. Klett-Cotta, Stuttgart 1990, ISBN 3-608-95329-9 <Repr. d. Ausg. Leipzig 1913>
- Philipp Keller Lesebuch. Zusammengestellt von Martin Maurach. edition virgines, Düsseldorf 2015 (Nylands Kleine Rheinische Bibliothek 8), ISBN 978-3-944011-15-8

Keller veröffentlichte im Jahr 1913 ebenfalls zwei Erzählungen: „Der Riese“ und „Der Neuling“ in expressionistischen Zeitschriften (vgl. Die Neue Kunst, Jg. 1, Heft 2, S. 161 ff. und Die Revolution, Jg. 1913, Nr. 4, s.p.)